# Dain-myeon
Dain-myeon (koreanska: 다인면) är en socken i kommunen Uiseong-gun i provinsen Norra Gyeongsang i den centrala delen av Sydkorea, 170 km sydost om huvudstaden Seoul.